# Parking PX (CDGVAL)
Parking PX est une station de la ligne de métro automatique CDGVAL.

## La station
Ouverte le 4 avril 2007, elle donne accès au parc PX de l'aéroport de Roissy-Charles-de-Gaulle.